# SimilarWeb
SimilarWeb Ltd (anteriorment SimilarGroup) é uma companhia de tecnologias de informação fundada em março de 2009 por Or Offer. Da sua sede em Londres, Reino Unido, a  SimilarWeb  fornece serviços em Web analytics, mineração de dados e inteligência empresarial para corporações internacionais. Através da sua plataforma chamada SimilarWeb, usa tecnologias Big data  para colecionar, medir, analisar e providenciar estatísticas de envolvimento de utilizadores para websites e aplicações móveis.

## História da Empresa
Or Offer fundou a SimilarWeb com Nir Cohen a 3 de março de 2009 em Tel Aviv, Israel. Mais tarde a empresa mudou a sua sede para Londres, Reino Unido. Em 31 de maio de 2010 a empresa angariou $1.1 milhão em uma rodada de investimento Series A liderada por Yossi Vardi, International Management, Liron Rose e Omer Kaplan. Em 29 de janeiro de 2013 a empresa angariou outros $2.5 milhões e concluiu um financiamento adicional de $3.5 milhões na sua rodada de de investimentos Series B em 24 de setembro liderada por David Alliance, Moshe Lichtmanand, e Docor International Management.
Em 24 de fevereiro de 2014 o gigante multimédia da África do Sul Naspers investiu $18 milhões em Series C na SimilarWeb. Menos de um mês após a SimilarWeb usou parte do capital para a aquisição da empresa isrealita TapDog por uns poucos milhões de dólares em ações e dinheiro, menos de um ano depois de ter sido fundada. Os clientes mais notáveis da empresa incluem-se o PayPal, o  eBay Inc., o Flipkart, a Adidas e outros.[carece de fontes?]

## Tecnologia
Em junho de 2013,a SimilarWeb lançou o SimilarWeb PRO, uma versão avançada da gratuita e para fins gerais SimilarWeb. Adicionalmente, a SimilarWeb expõe a sua informação numa API.